# 르베그 수
위상수학에서, 거리 공간의 열린 덮개의 르베그 수(Lebesgue數, 영어: Lebesgue number)는 열린 덮개의 섬세함을 측정하는 수이다. 구체적으로, 르베그 수보다 더 작은 지름을 갖는 집합은 열린 덮개의 한 원소에 속하게 된다. 르베그 수의 존재는 콤팩트 거리 공간과 완비 거리 공간 사이에 있는 성질이다.

## 정의
유사 거리 공간 {\displaystyle (X,d)}의 덮개 {\displaystyle {\mathcal {U}}}의 르베그 수는 다음 조건을 만족시키는 양의 실수 {\displaystyle \delta >0}이다.
- 임의의 부분 집합 {\displaystyle Y\subseteq X}에 대하여, {\displaystyle \operatorname {diam} Y<\delta }라면 {\displaystyle Y\subseteq U}인 {\displaystyle U\in {\mathcal {U}}}가 존재한다.

여기서
{\displaystyle \operatorname {diam} Y=\sup\{d(x,y)\colon x,y\in Y\}}
는 유사 거리 공간의 지름이다.

## 성질

### 유일성
유사 거리 공간 {\displaystyle (X,d)}의 덮개 {\displaystyle {\mathcal {U}}}의 르베그 수 {\displaystyle \delta }가 존재한다면, {\displaystyle \delta }보다 작은 양의 실수는 마찬가지로 {\displaystyle {\mathcal {U}}}의 르베그 수이다.
정의에 따라, 유사 거리 공간 {\displaystyle (X,d)}의 덮개 {\displaystyle {\mathcal {U}}}의 르베그 수가 존재한다면, 그 최대 르베그 수가 존재하며, 이는 덮개의 불변량이다.

### 존재
르베그 수 보조정리(-數補助定理, 영어: Lebesgue's number lemma)에 따르면, 콤팩트 유사 거리 공간의 열린 덮개의 르베그 수는 항상 존재한다.
유사 거리 공간 {\displaystyle (X,d)}에 대하여, 다음 조건들이 서로 동치이다.
- 임의의 열린 덮개의 르베그 수가 존재한다.
- 임의의 거리 공간 {\displaystyle (Y,d')} 및 연속 함수 {\displaystyle f\colon X\to Y}에 대하여, {\displaystyle f}는 균등 연속 함수이다.
- 임의의 연속 함수 {\displaystyle X\to \mathbb {R} }는 균등 연속 함수이다.
- 임의의 서로소 닫힌집합 {\displaystyle A,B\subseteq X}에 대하여, {\displaystyle d(A,B)>0}

여기서
{\displaystyle d(A,B)=\inf\{d(a,b)\colon a\in A,\;b\in B\}}
이다.
콤팩트 유사 거리 공간이 첫 번째 조건을 만족시키는 것은 르베그 수 보조정리의 내용이다. 콤팩트 유사 거리 공간이 두 번째 조건을 만족시키는 것은 하이네-칸토어 정리이다.
유사 거리 공간 {\displaystyle (X,d)}의 임의의 열린 덮개가 르베그 수를 갖는다면, {\displaystyle (X,d)}는 완비 유사 거리 공간이다. 특히, 하이네-보렐 정리에 따라, 유사 거리 공간 {\displaystyle (X,d)}에 대하여, 다음 두 조건이 서로 동치이다.
- 콤팩트 공간이다.
- 완전 유계 공간이며, 임의의 열린 덮개의 르베그 수가 존재한다.

유사 거리 공간 {\displaystyle (X,d)}의 임의의 열린 덮개가 르베그 수를 갖는다면, {\displaystyle X}의 유도 집합 {\displaystyle X'}은 콤팩트 공간이다. 특히, 임의의 열린 덮개가 르베그 수를 갖는 자기 조밀 유사 거리 공간은 콤팩트 공간이다.

## 예
(표준적인 거리 공간 구조를 갖춘) 실수 닫힌구간 {\displaystyle [a,b]\subsetneq \mathbb {R} }의, 유한 개의 열린구간들로 구성된 덮개
{\displaystyle {\mathcal {U}}=\{(a_{1},b_{1}),(a_{2},b_{2}),\dots ,(a_{n},b_{n})\}}
를 생각하자. 그렇다면,
{\displaystyle \delta =\min\{|x-y|\colon x,y\in \{a_{1},b_{1},a_{2},b_{2},\dots ,a_{n},b_{n}\},\;x\neq y\}\in (0,\infty )}
는 {\displaystyle {\mathcal {U}}}의 르베그 수이다.
증명:
각 {\displaystyle x\in [a,b]}에 대하여, {\displaystyle x\in (a_{i(x)},b_{i(x)})}인 {\displaystyle i(x)\in \{1,2,\dots ,n\}}을 취하자. 그렇다면, 길이 {\displaystyle \delta } 미만의 구간
{\displaystyle [x,y]\subset [a,b]}
{\displaystyle y-x<\delta }
에 대하여, 만약
{\displaystyle [x,y]\cap \{a_{1},b_{1},a_{2},b_{2},\dots ,a_{n},b_{n}\}=\varnothing }
이라면,
{\displaystyle [x,y]\subset (a_{i(x)},b_{i(x)})}
이다. 반대로 만약
{\displaystyle c\in [x,y]\cap \{a_{1},b_{1},a_{2},b_{2},\dots ,a_{n},b_{n}\}}
이라면,
{\displaystyle [x,y]\subset (a_{i(c)},b_{i(c)})}
이다.

### 콤팩트 공간이 아닌, 모든 열린 덮개의 르베그 수가 존재하는 거리 공간
이산 거리 공간 {\displaystyle (X,d_{\operatorname {disc} })}에서, 모든 열린 덮개는 르베그 수를 갖지만, 무한 이산 공간은 콤팩트 공간이 아니다.

### 르베그 수가 존재하지 않는 열린 덮개가 존재하는 완비 거리 공간
실수선 {\displaystyle \mathbb {R} } 위의 표준적인 거리 함수는 완비 거리 공간을 이룬다. 그러나,
{\displaystyle \{(-\infty ,1)\}\cup \left\{\left({\sqrt {n}},{\sqrt {n+2}}\right)\colon n\in \mathbb {Z} _{\geq 0}\right\}}
는 열린 덮개이지만 르베그 수를 갖지 않는다.

## 응용
르베그 수 보조정리는 다음과 같은 문제들을 풀 때 사용될 수 있다.
- 르베그 측도가 측도의 성질을 만족하는 것을 보일 때[1]:32
- 하이네-칸토어 정리의 증명
- 점렬 콤팩트 거리 공간이 콤팩트 공간임을 보일 때

## 참고 문헌
1. ↑  Frank Jones (2001), Lebesgue Integration on Euclidean Space, Jones and Bartlett mathematics